# Jonas Lanier
Jonas Lanier (* 24. Februar 1982 in Berlin) ist ein deutscher Eishockeyspieler, der zuletzt bei den SERC Wild Wings aus der 2. Bundesliga unter Vertrag stand. Frühere Karrierestationen waren unter anderem die Krefeld Pinguine aus der Deutschen Eishockey Liga, mit denen er in der Saison 2002/03 die Deutsche Meisterschaft gewinnen konnte.

## Karriere
Lanier begann seine Karriere im Jahr 2000 bei den Berlin Capitals, mit denen er fortan in der Deutschen Eishockey Liga aktiv war. Während er in der ersten Spielzeit, der Saison 2000/01, noch regelmäßig in der Regionalliga bei den Berlin Young Capitals eingesetzt wurde, gehörte er in der darauffolgenden Saison zum Stammkader des DEL-Clubs. Nachdem die Berlin Capitals zum Ende der Saison 2001/02 Insolvenz anmelden mussten, verließ der deutsche den Verein und schloss sich dem damaligen Ligarivalen, den Krefeld Pinguinen, an. Mit dem KEV konnte er 2003 die Deutsche Meisterschaft gewinnen, als sich der Klub im Play-off-Finale gegen die Kölner Haie durchsetzte. Bei den Pinguinen blieb der Rechtsschütze bis zum Jahr 2004.
Es folgte ein kurzes Intermezzo bei den Duisburger Füchsen, welches allerdings nur wenige Monate andauerte, ehe er zur Spielzeit 2004/05 ein Vertragsangebot der Hannover Scorpions erhielt. Lanier entschied sich für den Kontrakt und wechselte zurück in die Deutsche Eishockey Liga. Die Verantwortlichen der Scorpions statteten den damals 22-Jährigen mit einer Förderlizenz aus, mit der er auch für den Kooperationspartner, den REV Bremerhaven, spielberechtigt war. Anfang November 2007 zog sich der deutsche während eines Heimspiels gegen die Iserlohn Roosters einen Syndesmoseriss zu und musste folglich drei Monate pausieren. Nachdem er seine Verletzung auskuriert hatte, absolvierte er zunächst mehrere Partien für den REV Bremerhaven, ehe er anschließend zurück in den Kader der Hannoveraner wechselte.
Zum Ende der Spielzeit 2007/08 entschied sich das Management der Hannover Scorpions, den Offensivspieler fest an den REV Bremerhaven abzugeben, da der damals 25-Jährigen zu alt war, um erneut mit einer Förderlizenz ausgestattet zu werden.

### International
Lanier wurde in den Jahren 2000 und 2002 für die deutschen Juniorennationalmannschaft nominiert, mit der er an der A-WM in der Schweiz beziehungsweise an der B-WM in Österreich teilnahm. Während er mit der U-18-Mannschaft 2000 den Klassenerhalt sichern konnte, stieg er mit dem U-20-Nationalteam 2002 in die A-WM auf.

## Erfolge und Auszeichnungen
- 2003 Deutscher Meister mit den Krefeld Pinguinen

## DEL-Statistik
(Stand: Ende der Saison 2008/09)